# Произвольная программа
Произвольная программа (англ. Free skating; сокр. FS) в фигурном катании — вторая часть соревнований в одиночном (мужском и женском) и парном катании, исполняемая после короткой программы.
Продолжительность произвольной программы у мужчин, женщин и пар 4 минуты ± 10 секунд (у юниоров и юниорок в одиночном, а также юниоров в парном катании 3:30 ± 0:10). Произвольные программы одиночников и спортивных пар всегда разнообразны, они характерны и несколькими сменами ритма, подбором разнообразных мелодий.

## Структура программы
В произвольной программе спортсмен и тренер имеют относительную творческую свободу в определении последовательности исполнения элементов, выборе оптимального варианта подхода к этим элементам, а также создании цельной по замыслу оригинальной композиции. Количество выполняемых в произвольной программе элементов ограничено только сверху; на сезон 2012—13 список таков:
У одиночников:
- не больше 8 (мужчины и юноши) или 7 (женщины и девушки) прыжковых элементов, один из них обязательно должен быть акселем и можно включать до трех каскадов, один из которых может состоять из трех прыжков;
- не больше 3 вращений (комбинированное вращение со сменой ноги, прыжок во вращение и вращение без смены позиции);
- дорожка шагов с подсчётом уровня;
- хореографическая дорожка (комбинация любых связующих элементов). У женщин — обязательно исполнение спирали.

У пар:
- один параллельный прыжок;
- один каскад или комбинация прыжков;
- два разных выброса;
- три поддержки и одна подкрутка. Одна из поддержек — обязательно типа «свечка» (за бедро) или «жим» (за руки). Только одна поддержка может быть «проносом» (без вращения). У юниоров максимум две поддержки и одна подкрутка;
- один тодес (у взрослых — отличающийся от предписанного в короткой программе);
- одно параллельное и одно парное вращение;
- хореографическая дорожка (комбинация любых связующих элементов; обязательно исполнение спирали).

В произвольной программе базовая ценность всех прыжковых элементов (у пар — также выбросов, поддержек и подкруток), выполненных во второй половине программы, умножается на коэффициент 1,1, так как во второй части программы выполнять элементы сложнее. Наиболее сложные прыжки, подкрутки и выбросы чаще всего выполняются в начале программы.
Все спортсмены пытаются выполнить максимально разрешенный набор элементов, поскольку за каждый из них начисляются баллы. Решать, какие именно прыжки стоит прыгать, каждый может сам со своим тренером. Так как каждый элемент имеет свою базовую стоимость, а количество элементов ограничено, кроме того, ограничено время, то имеется множество комбинаций элементов, варьируя которые возможно набрать в программе наибольшее количество баллов.